# Óita Trinita
Óita Trinita (japonsky 大分トリニータ) je japonský fotbalový klub z města Óita hrající v J1 League. Klub byl založen v roce 1994 pod názvem Óita Trinity. Svá domácí utkání hráje na Ōita Stadium.

## Úspěchy
- J.League Cup: 2008

## Významní hráči
- Akira Kadži
- Šúsaku Nišikawa
- Masato Morišige
- Hiroši Kijotake
- Lorenzo Staelens
- Richard Witschge